# Fanposter
Fanposter (zusammengesetztes Nomen bestehend aus Fan und Poster) bezeichnet die Fangemeinde einer Sportart, eines Hobbys oder eines bestimmten Genres (Film, Computerspiel usw.), deren Mitglieder ihre Nähe zu diesem Thema durch Platzierung ihres Fotos auf einem Poster in Form einer Collage ausdrücken wollen.
Die Herstellung eines Fanposters wird meistens seitens eines Fanklubs, eines Fantums, individuellen Mitgliedern oder einer Fangemeinschaft betrieben.
Das Ziel eines Fanposters ist die Präsentation aller (oder zumindest vieler) Mitglieder auf einem Poster, das an einem möglichst vielen Mitgliedern und Interessenten zugänglichen Ort (z. B. Schwarzes Brett eines Vereins, Fanzine, Fan Weblog) veröffentlicht wird.
Beispiel eines Online Fanposters ist das Projekt "2006 World Cup Fanposter", das Fußball-Fans aus aller Welt auf einem 3 × 2 Meter großen Poster verewigte und am 9. Juli 2006 auf dem Fan Fest in Berlin ausgestellt wurde.